# Dendrophthoe sarcophylla
Dendrophthoe sarcophylla là một loài thực vật có hoa trong họ Loranthaceae. Loài này được (Wall. ex Wight & Arn.) Danser mô tả khoa học đầu tiên năm 1929.